# Jour de peine
Pour plus de détails, voir Fiche technique et Distribution.
Jour de peine est un moyen métrage français réalisé par Victor Vicas, sorti en 1952.

## Synopsis
La grève dans une usine d'Isbergues vue au travers du regard de deux ouvriers, Étienne, un ouvrier vieillissant traditionaliste, et de son jeune ami Robert, qui croit aux syndicats pour régler les conflits et obtenir de nouveaux droits.

## Fiche technique
- Titre : Jour de peine
- Titre international : A Tough Day
- Réalisateur et producteur : Victor Vicas
- Scénario : Michael Elkins (en) ; dialogues : Raymond Caillava
- Photographie : Jean Lehérissey
- Cadreur : Léon Bellet[1]
- Musique : Claude Arrieu, dirigée par Marc Vaubourgoin
- Son : Louis Hochet
- Montage : Michelle David[2]
- Société de production : Les Films Victor Vicas
- Commanditaire : Mutual Security Agency (en) (MSA)
- Directeur de production : Ralph Habib
- Tournage : 1951, dans une usine d'Isbergues (Pas-de-Calais)
- Pays :  France
- Format : Noir et blanc - 35 mm - 1,37:1 - Mono, Western Electric System Optiphone
- Durée : 48 minutes
- Genre : film social
- Date de sortie : 
  - France - 20 mars 1952 à Isbergues
  - Présenté au Festival de Berlin en janvier 2004

## Fiche artistique
- Guy Mairesse : Robert, un jeune ouvrier engagé syndicalement
- Lucien Blondeau : Étienne, son ami plus âgé et plus traditionaliste
- Henri Loyer : Léon
- Max Doria : Henri Leclerc
- Marcel Rouzé : Lefranc
- André Nadon : le chef du personnel
- Fernand Quertant : le directeur de l'usine